# Insurgencia

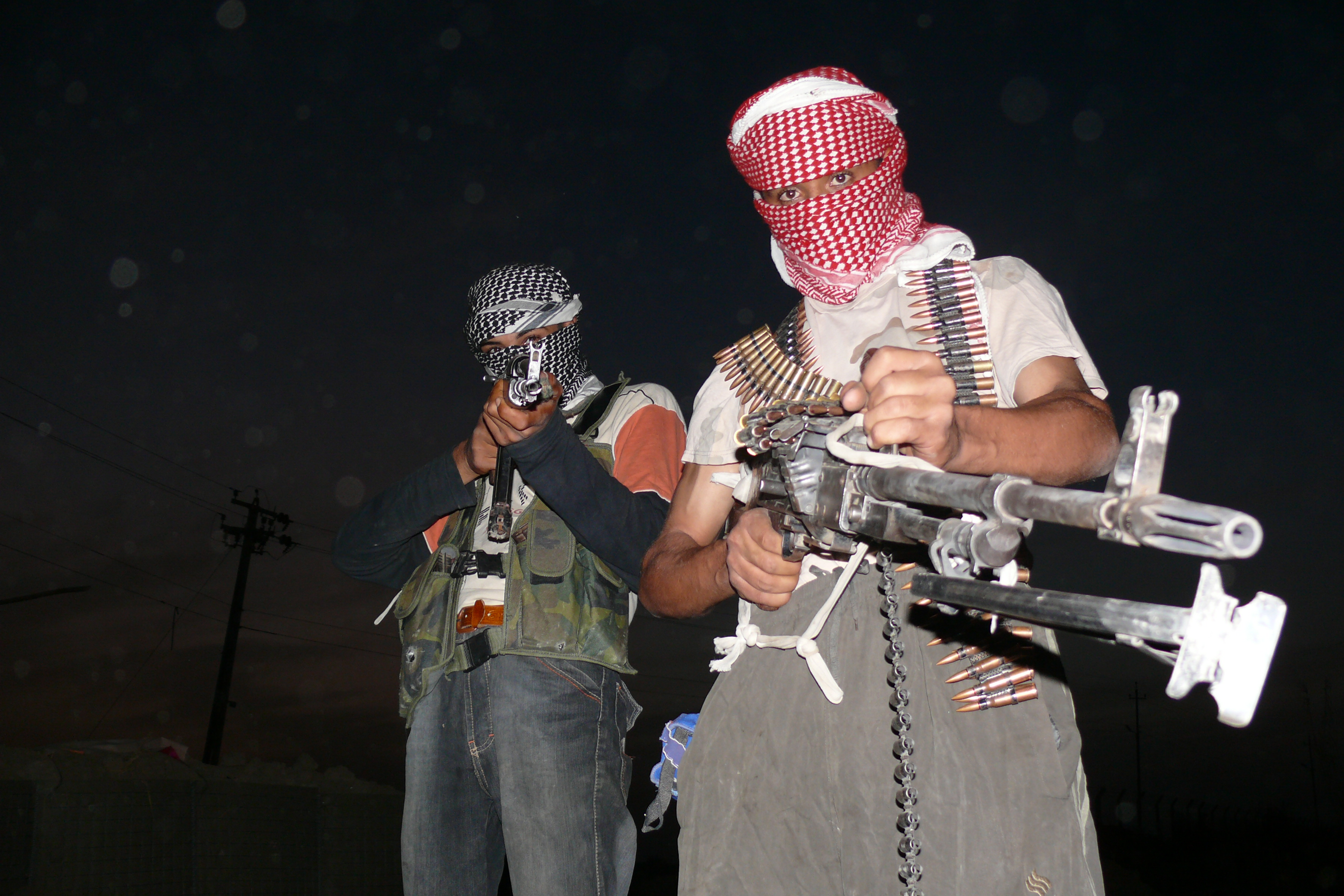
Insurgentes iraquíes en 2006

El vocablo «insurgencia» designa a un cierto tipo de rebelión, alzamiento o levantamiento; a quienes participan en estas se les denomina insurgentes. Suelen ser manifestaciones violentas de rechazo a la autoridad y el grado de enfrentamiento puede variar desde la desobediencia civil hasta la resistencia armada y las revoluciones que pretenden deponer a la autoridad establecida.
- Un término similar es sedición, referente a un grado menor de rebelión.
- El motín puede entenderse, en términos militares y marinos, como una rebelión localizada o una unidad o barco, pero también como un término más genérico.
- Los términos revuelta y levantamiento tienen un contenido semántico más amplio.

Las diversas definiciones coinciden en que la insurgencia está protagonizada por un actor o un conjunto de actores que se enfrentan de manera organizada y prolongada en el tiempo a la autoridad política establecida (sea nacional o extranjera), mediante una estrategia efectiva de movilización social y con un empleo sustantivo de la fuerza.
- Dos de las insurgencias más destacadas en el comienzo del siglo XXI han sido la guerra de Afganistán (2001-2021) y la guerra de Irak.

## Insurgentes en México
En México, se denominan «insurgentes» a los miembros del ejército mexicano de la época de la Independencia, con fuerzas que se formaron con base a la incorporación de voluntarios; sin embargo, el germen del ejército fueron los 8 sirvientes de Miguel Hidalgo y Costilla, 70 presos liberados y unos centenares de campesinos, empleados y artesanos. Sin una estructura definida, el ejército insurgente que estaban creando creció con rapidez; en San Miguel el Grande, eran 5000; en Guanajuato, 80 000, y si bien llegaron a tener mayor cantidad de armas de fuego que el ejército realista, eran piezas mal fundidas y peor servidas.

### Topónimos en Ciudad de México
La denominación Insurgentes se ha dado:
- a la avenida más extensa en Ciudad de México: la Avenida de los Insurgentes
- a una colonia de Ciudad de México.
- a una  estación del metro: Metro Insurgentes, y
- a un teatro de la misma ciudad: el Teatro de los Insurgentes.

## Insurgencia en Perú
Se aplica el derecho de insurgencia según el artículo 46 de la constitución de 1993 en un determinado caso:

Gobierno usurpador. Derecho de insurgencia. Nadie debe obediencia a un gobierno usurpador ni a quienes asumen funciones públicas en violación de la Constitución y de las leyes. La población civil tiene el derecho de insurgencia en defensa del orden constitucional. Son nulos los actos de quienes usurpan funciones públicas.

## Otros casos de insurgencia
- insurgencia iraquí, rebeldes de Irak en contra de la ocupación estadounidense;
- insurgencia en Jammu y Cachemira, milicias islamistas que actuaron en el norte de la India;
- insurgencia en el nordeste de India, grupos armados y conflictos independientes en la región nordeste de la India;
- insurgencia palestina, grupos armados en contra del estado de Israel;
- Ejército Insurgente Ucraniano, un ejército guerrillero surgido durante la Segunda Guerra Mundial que luchó contra las ocupaciones nazi y soviética, y cuya meta principal era alcanzar la independencia de Ucrania.
- Insurgencia Ucraniana (2022) grupos armados conformados por voluntarios civiles y combatientes en la Invasión rusa de Ucrania de 2022 en algunos frentes como Kiev y Sumy también en regiones ocupadas de Ucrania por el ejército ruso como: Jerson, Melitopol, Mariúpol y Donbás

## Otros usos del término
- La Insurgencia, colectivo español de músicos de rap de izquierda revolucionaria.
- Insurgentes, un álbum del artista británico Steven Wilson.
- Insurgente, libro de la autora estadounidense Veronica Roth.
- insurgente.org, diario digital de contrainformación .